# Pende (grupa etniczna)

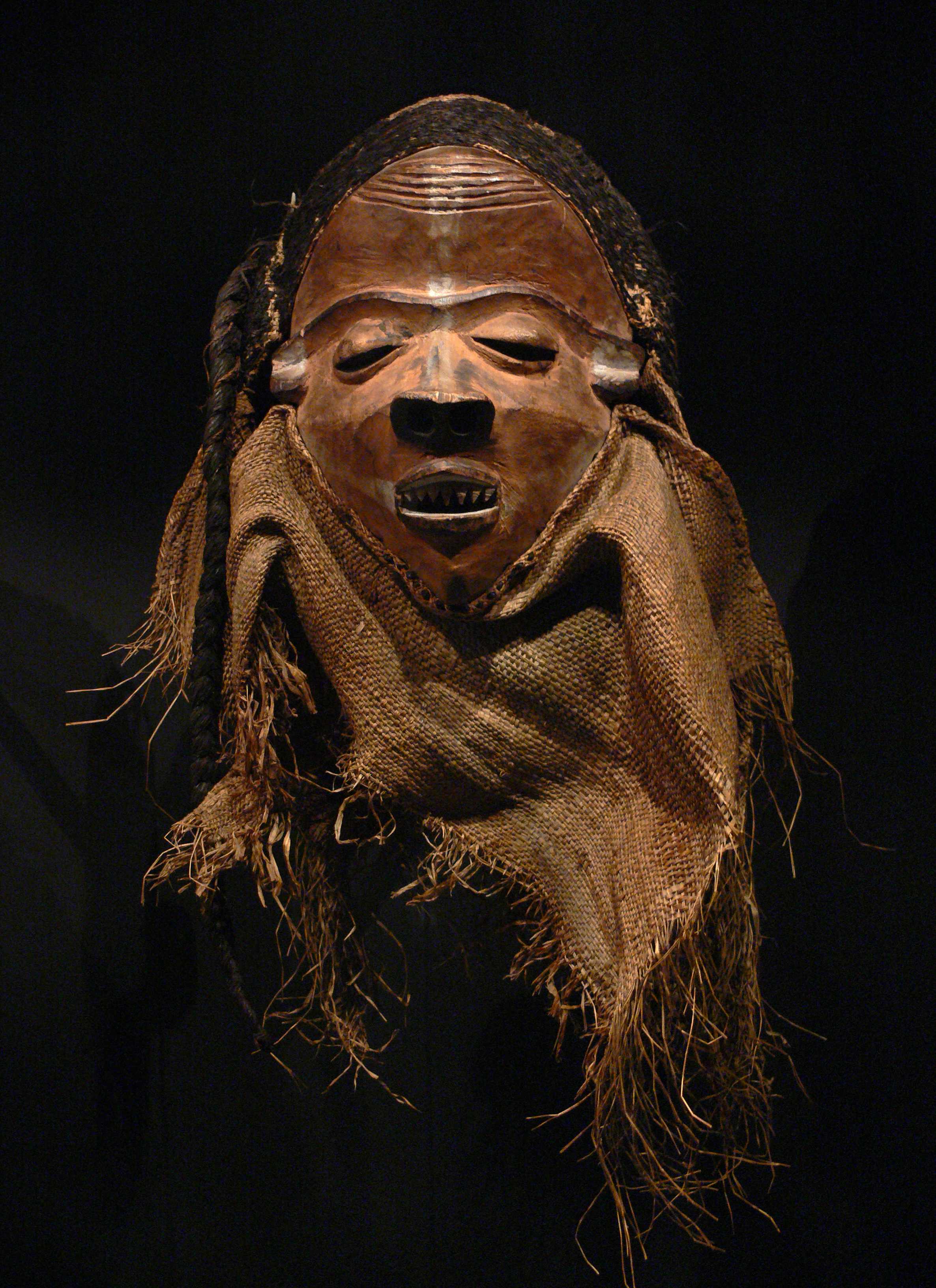
Maska nganga ngombo znajdująca się w Muzeum Etnologicznym w Berlinie

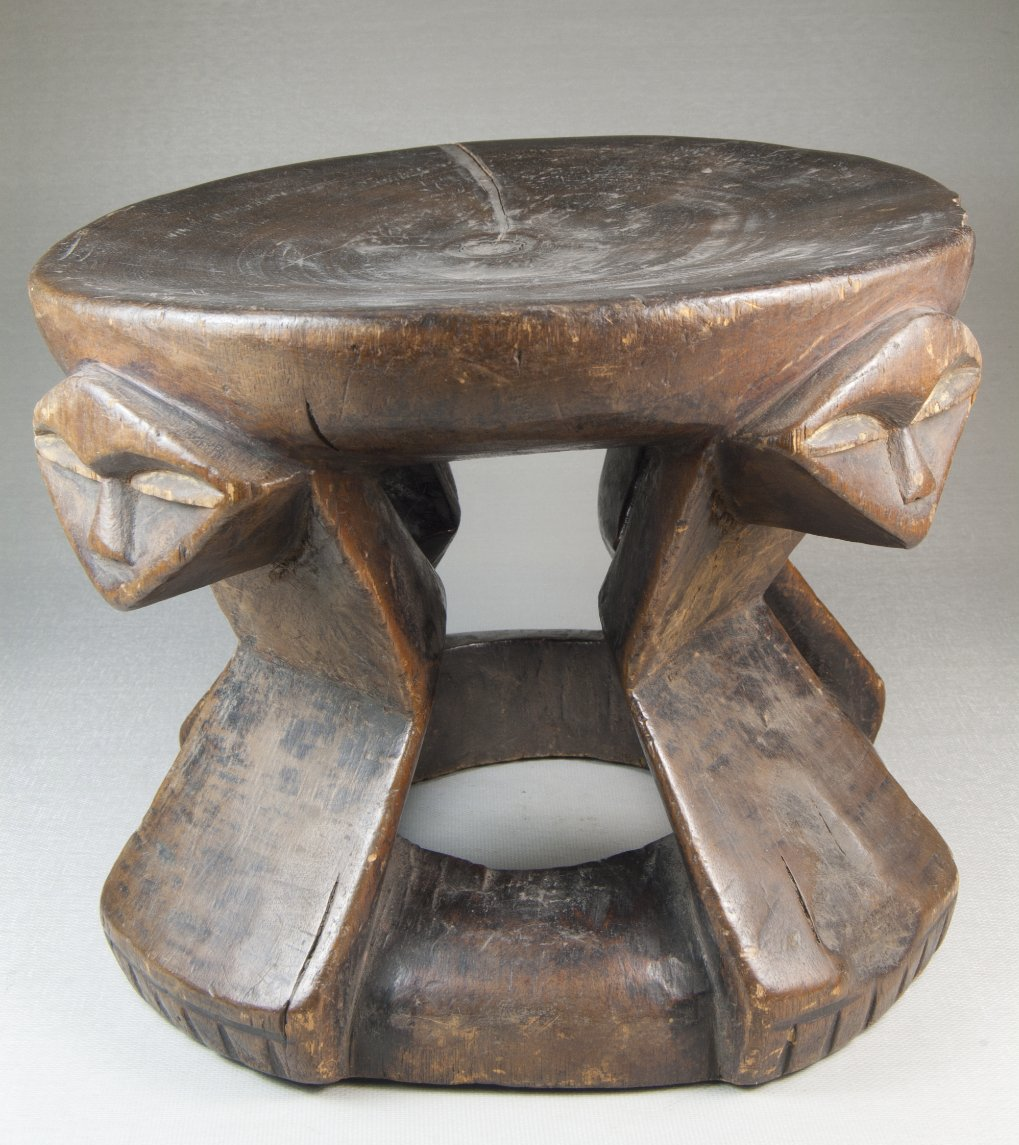
Taboret z figurkami „kariatydy” w Brooklyn Museum

Pende – afrykańska grupa etniczna z Demokratycznej Republiki Konga, zamieszkująca głównie prowincje Bandundu i Kasai. Posługują się językiem pende, z grupy języków bantuidalnych. Ich populację szacuje się na 940 tysięcy.

## Kultura
Pende są podzieleni na kilka grup terytorialnych, a uczeni zwykle nazywają je Pende Północnym, Wschodnim, Środkowym i Zachodnim. Żadna z tych grup nie jest rządzona ani przez króla ani rząd centralny. Zamiast tego rodowód i małżeństwo to dwie instytucje, które określają ich system polityczny. Matrylinearny system pokrewieństwa ludu Pende uznaje autorytet najstarszego wuja ze strony matki, który pełni rolę głowy rodu i rodziny.
Do tej roli przypisane są dwa ważne obowiązki. Po pierwsze, głowa rodu zobowiązana jest do zapewnienia, aby wszyscy członkowie rodziny mieli się dobrze. Interweniują za każdym razem, gdy rodziny są w konflikcie, z długimi okresami trudności, chorób, bezpłodności lub suszy. Po drugie służą jako pośrednicy między duchami przodków i członkami rodziny. Poprzez rytuały i ofiary wodzowie rodzinni czczą duchy i komunikują się z przodkami.
Pende są uważani za utalentowanych artystów. Znani przede wszystkim z masek rzeźbionych na potrzeby rytuałów inicjacyjnych i edukacji. Maski tworzone są przez rzeźbiarzy, którzy przekazują swoją wiedzę i sztukę swoim synom. O znaczeniu masek i maskarady dla ludu Pende, świadczy czas trwania zamaskowanych uroczystości. Historyk sztuki Zoe S. Strother poinformował, że obserwował dwadzieścia sześć dni maskarady wioski Pende i ponad 133 dni inicjacji chłopców (zwanych makunda). 
Różne grupy ludzi przybywają z sąsiednich społeczności, aby zobaczyć maskarady Pende. Spośród wszystkich masek, które rzeźbią Pende, minganji, czyli maski mocy, są najbardziej cenione i znane, ponieważ reprezentują przodków. Podczas zamaskowanych uroczystości miganji, Pende okazują szacunek przodkom i uspokajają duchy.

## Gospodarka
Pende to głównie rolnicy, którzy uprawiają proso, kukurydzę, banany i orzeszki ziemne. Kobiety wykonują większość prac w gospodarstwie rolnym i ponoszą całkowitą odpowiedzialność za sprzedaż towarów na rynkach wspólnotowych. Mężczyźni pomagają w czyszczeniu pól, a także przyczyniają się do diety, od czasu do czasu polując i łowiąc ryby w licznych lokalnych rzekach.

## Historia
Pende, wraz ze swoimi sąsiadami Yaka i Suku, mogą prześledzić swoje początki do współczesnej Angoli, między wybrzeżem Atlantyku, a rzeką Kwanza. Zostali oni zmuszeni do migrowania na północ do obecnego regionu, podczas ekspansji Lunda w 1620 roku. Ekspansja Chokwe około 1885 roku objęła większą część wschodniego obszaru Pende, a także część zachodniej grupy. Kolonializm zatrzymał ekspansję Chokwe i pozwolił Pende odzyskać niepodległość.
Od tego czasu Pende żyją w regionie ze spokojem, a ich relacje z sąsiadami – Chokwe, Kuba, Suku i Yaką – doprowadziły do znaczącej wymiany kulturowej i wpływów między grupami plemiennymi zamieszkującymi południowo-zachodnie Kongo.

## Religia
Mvumbi (przodkowie) są poddawani różnym rytuałom i ofiarom. Głowa rodziny odpowiada za opiekę nad świątyniami i uspokojenie duchów. Pende uznają, że duchy mogą być dobre lub złe, w zależności od sposobu, w jaki umarły. Również zaniedbanie przodków spowoduje złe rzeczy w rodzinie. Rezultatem mogą być choroby lub trudności, które wymagają wizyty u czarownika, aby ustalić najlepszy sposób na uspokojenie duchów. Za pośrednictwem wróżbity duch czasami żąda, aby została zamówiona drewniana rzeźba, której można złożyć ofiarę.